# ليلينغستون ديرل (باكينجهامشير)
ليلينغستون ديرل (بالإنجليزية: Lillingstone Dayrell)‏ هي قرية تقع في المملكة المتحدة في إنجلترا. يقدر عدد سكانها بـ 103 نسمة .